# Demîdivka, Hlobîne
Demîdivka (în ucraineană Демидівка) este un sat în comuna Kupievate din raionul Hlobîne, regiunea Poltava, Ucraina.

## Demografie
Componența lingvistică a localității Demîdivka
     Ucraineană (90%)
     Rusă (10%)
Conform recensământului din 2001, majoritatea populației localității Demîdivka era vorbitoare de ucraineană (90%), existând în minoritate și vorbitori de rusă (10%).